# Glockensachverständiger
Ein Glockensachverständiger ist eine Person, die sich als Sachverständiger mit Glocken und Geläuten sowie mit Turmuhren befasst und entsprechende Gremien fachlich berät. Glockensachverständige werden bei Restaurierungen eines Geläuts, bei der Neubeschaffung von Glocken oder auch zur allgemeinen Zustandsbeurteilung von Glockentürmen hinzugezogen. 
Glockensachverständige arbeiten in der Regel interdisziplinär mit Denkmalpflegern, Architekten, Statikern, Bauphysikern, Glockengießern sowie Technikern anderer Fachrichtungen zusammen.

## Ausbildung
Die theoretische Ausbildung zum Glockensachverständigen wird in Deutschland an den Hochschulen für Kirchenmusik in Halle, Heidelberg und Regensburg in Modulen vermittelt, deren Lehrinhalte in der Regel innerhalb von zwei Jahren angeboten werden, meist in Ergänzung zu einem Kirchenmusikstudium. Dieser Teil der Ausbildung wird mit einer schriftlichen Prüfung abgeschlossen. Der praktische Teil der Ausbildung erfolgt unter Leitung eines amtlich bestellten Glockensachverständigen als Mentor. Mit einer eigenständig zu erstellenden Facharbeit in Form eines Turmgutachtens, das dann in einer mündlichen Prüfung öffentlich zu präsentieren ist, wird die Ausbildung beendet.

## Glockensachverständige in den Kirchen
Sowohl die evangelische als auch die katholische Kirche in Deutschland sehen vor, dass für größere Glockenprojekte der einzelnen Gemeinden ein Glockensachverständiger „amtlich“ von höherer Stelle als zuständig bestimmt werden kann. Einige Landeskirchen beziehungsweise Bistümer haben dafür hauptamtliche Stellen eingerichtet (oft in Verbindung mit dem Orgelsachverständigen); in anderen Landeskirchen sind die Glockensachverständigen neben ihrem Hauptberuf grundsätzlich freiberuflich tätig und werden für einen bestimmten Zeitrahmen ernannt.
Glockensachverständige beraten dabei nicht nur in technischen Belangen, sondern geben auch Hinweise für sinnvolle örtliche Läuteordnungen, erarbeiten glockenmusikalische Konzepte, stimmen das Geläut gegebenenfalls auf ein Nachbargeläut ab und erstellen Ordnungen für den Uhrschlag.